# Arpaderesi, Arsuz
Arpaderesi là một xã thuộc huyện Arsuz, tỉnh Hatay, Thổ Nhĩ Kỳ. Dân số thời điểm năm 2011 là 1.671 người.